# Aeroportul Marau
Aeroportul Marau (IATA: RUS, ICAO: AGGU) este un aeroport din Marau Sound⁠(d), Insulele Solomon. A fost numit după Marau Sound⁠(d).
Situat la o altitudine de 2 m, aeroportul dispune de o singură pistă.